# 木場パーキングエリア
木場パーキングエリア（こばパーキングエリア）は、長崎県大村市の長崎自動車道上（下り線、長崎市方面のみ）にあるパーキングエリアである。スマートインターチェンジを併設する。

## 概要
長崎市方面へ向かう際の、最終パーキングエリア。
バス停留所（木場バスストップ）とスマートインターチェンジが併設されている。なお、上り線（鳥栖JCT・佐賀方面）にはバス停留所とスマートICのみが設置されている。

## 施設内容
コンビニエンスストアのオープンに伴い、自動販売機は撤去された。

### 長崎方面
- 駐車場
  - 大型15台
  - 小型36台
  - トレーラー2台
- トイレ
  - 男性　大3（和式0・洋式3）・小10
  - 女性　10（和式1・洋式9）
  - 車椅子用　1
- コンビニエンスストア「セブン-イレブン」（24時間）[1]
  - セブン銀行ATM
- 携帯電話充電器（8:00 - 20:00）

- バス停留所

鳥栖方面へ向かうバスの停留所は、対面に単独で設置されている。
停車するバス路線については木場バスストップの項目を参照

### 木場スマートインターチェンジ
木場スマートインターチェンジ（こばスマートインターチェンジ）は、木場パーキングエリアに併設のスマートICである。2018年3月18日供用開始。
利用可能車種はETC搭載の全車種（長さ12m以下の車両）で24時間運用。上下線ともに出入可となっている。
相互利用に関しては、木場PA利用→木場SICは利用可。木場SICから木場PAの利用は不可能。

## 木場バスストップ
木場バスストップ（こばバスストップ）は、長崎県大村市の長崎自動車道にあるバス停留所である。上り線は単独で設置、下り線は木場パーキングエリアに併設されている。バス事業者間では、大村木場（おおむらこば）という名称が使われており、一般的にはこの通称名で呼ばれている。
下り線（長崎行き）の停留所のみ、木場パーキングエリアの中に設置されている。

### 停車する系統および隣接停留所
| 路線愛称             | 運行会社                                  | 下り線側方面                                                   | 上り線側方面                                                       |
| -------------------- | ----------------------------------------- | -------------------------------------------------------------- | ------------------------------------------------------------------ |
| 高速シャトルバス     | 長崎県交通局                              | 長崎（出島・長崎市役所前・長崎駅前・夢彩都・長崎県庁前）       | （降車のみ）                                                       |
| 長崎空港リムジンバス | 長崎県交通局                              | 長崎（昭和町・長崎大学・平和公園・浦上駅前・茂里町・長崎駅前） | 長崎空港                                                           |
| 九州号               | 九州急行バス                              | 長崎（昭和町・平和公園・長崎駅前）                             | 嬉野温泉（嬉野BC）・高速基山・福岡空港・福岡（天神高速BT・博多BT） |
| 出島号               | 長崎県交通局                              | （降車のみ）                                                   | 高速基山・北九州（引野口・小倉駅前・砂津）                         |
| りんどう号           | 長崎県交通局 九州産交バス                 | （降車のみ）                                                   | 熊本（桜町BT・熊本駅・西部車庫）                                   |
| サンライト号         | 長崎県交通局 長崎自動車 大分交通 大分バス | （降車のみ）                                                   | 高速甘木・別府北浜・大分（トキハ前・大分新川）                     |
| ブルーロマン号       | 長崎県交通局 宮崎交通                     | （降車のみ）                                                   | 宮崎（宮交シティ・宮崎駅前BC）                                     |

長崎空港リムジンバス・高速シャトルバスを除き、各地行きは乗車のみ、長崎行きは降車のみの取り扱い。
消防学校前・郡橋の高速シャトルバスは、木場スマートインターチェンジを通過して、後木場バス停で乗降の取り扱い。
長崎空港リムジンバス出島道路経由便と九州号スーパーノンストップ便は通過。島原号は全便通過。

### のりかえ
- 長崎県交通局「向木場入口」バス停（約100m）

## 隣
E34長崎自動車道
(10)諫早IC/BS - 今村PA（上り線のみ） - (9-1)木場PA/SIC/BS（PAは下り線のみ） - (9)大村IC/BS